# Gazax-et-Baccarisse
Pour les articles homonymes, voir Bacarisse.
Gazax-et-Baccarisse (Gasatz e Vacarissa en gascon) est une commune française située dans l'ouest du département du Gers, en région Occitanie. Sur le plan historique et culturel, la commune est dans le Pays d'Auch, un territoire céréalier et viticole qui s'est également constitué en pays au sens aménagement du territoire en 2003.
Exposée à un climat océanique altéré, elle est drainée par la Douze, l'Auzoue, le Petit Midour et par divers autres petits cours d'eau. La commune possède un patrimoine naturel remarquable composé d'une zone naturelle d'intérêt écologique, faunistique et floristique.
Gazax-et-Baccarisse est une commune rurale qui compte 69 habitants en 2022, après avoir connu un pic de population de 351 habitants en 1846.  Ses habitants sont appelés les Gazacais ou  Gazacaises.
Le patrimoine architectural de la commune comprend un immeuble protégé au titre des monuments historiques : l'église de Baccarisse, inscrite en 1993.

## Géographie

### Communes limitrophes
Les communes limitrophes sont  Armous-et-Cau, Bassoues, Louslitges, Peyrusse-Grande et Peyrusse-Vieille.
| Peyrusse-Vieille |                     | Peyrusse-Grande |
| Louslitges       | Gazax-et-Baccarisse | Bassoues        |
|                  | Armous-et-Cau       |                 |

### Géologie et relief
Gazax-et-Baccarisse se situe en zone de sismicité 2 (sismicité faible).

### Hydrographie

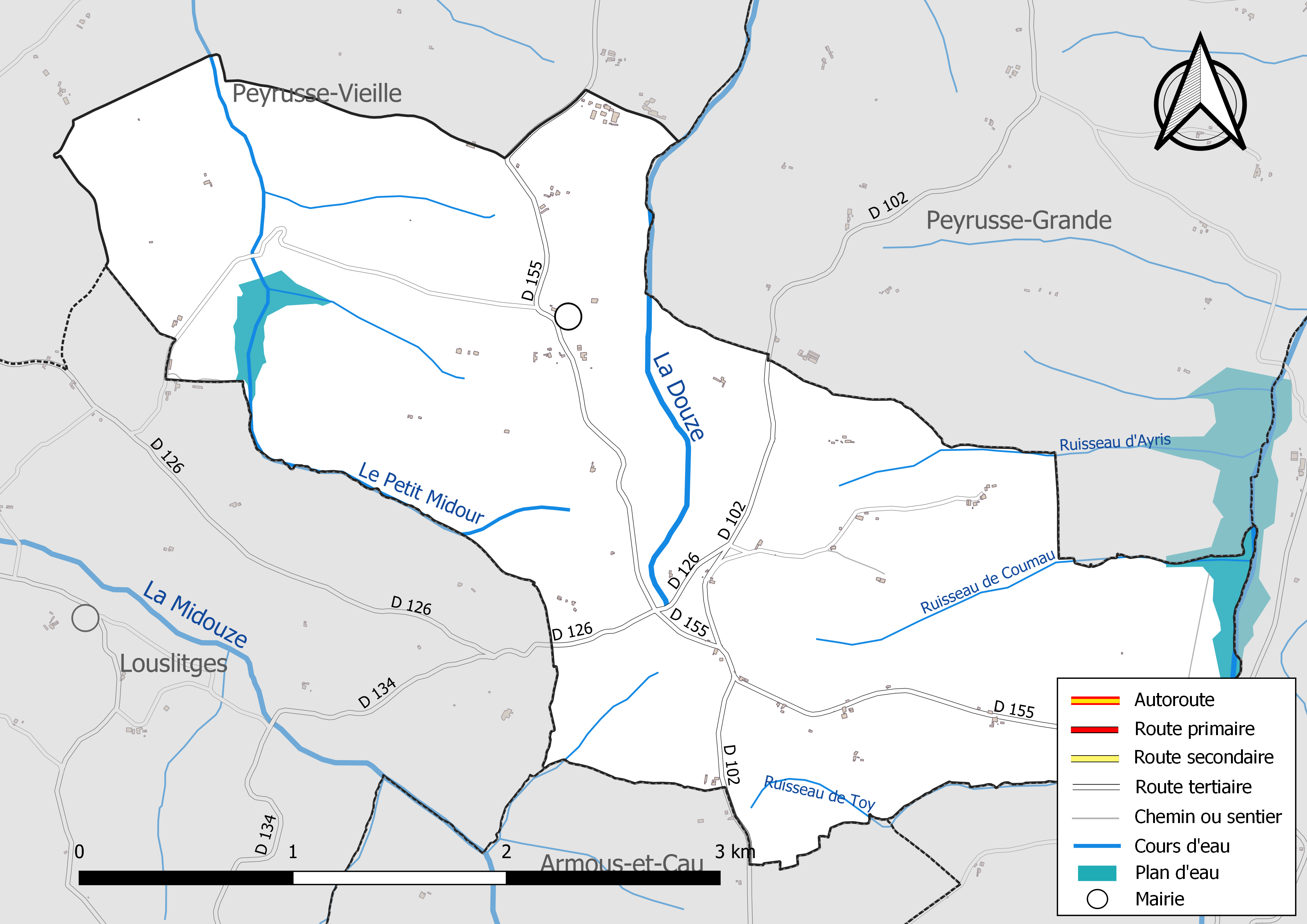
Réseaux hydrographique et routier de Gazax-et-Baccarisse.

La commune est pour partie dans le bassin de l'Adour et pour partie dans le bassin de la Garonne, au sein du bassin hydrographique Adour-Garonne. Elle est drainée par la Douze, l'Auzoue, le Petit Midour, le ruisseau d'Ayris, le ruisseau de Coumau, le ruisseau de Toy et par divers petits cours d'eau, qui constituent un réseau hydrographique de 12 km de longueur totale,.
La Douze, d'une longueur totale de 123,5 km, prend sa source dans la commune et s'écoule du sud-est vers le nord-ouest puis vers le sud. Elle traverse la commune et se jette dans la Midouze à Mont-de-Marsan, après avoir traversé 34 communes.
L'Auzoue, d'une longueur totale de 74,3 km, prend sa source dans la commune de Mascaras et s'écoule vers le nord. Il traverse la commune et se jette dans la Gélise à Réaup-Lisse, après avoir traversé 19 communes.
Le Petit Midour, d'une longueur totale de 24,1 km, prend sa source dans la commune et s'écoule du sud-est vers le nord-ouest. Il traverse la commune et se jette dans la Midouze à Bétous, après avoir traversé 12 communes.

### Climat
Pour des articles plus généraux, voir Climat de l'Occitanie et Climat du Gers.
En 2010, le climat de la commune est de type climat océanique altéré, selon une étude s'appuyant sur une série de données couvrant la période 1971-2000. En 2020, Météo-France publie une typologie des climats de la France métropolitaine dans laquelle la commune est toujours exposée à un climat océanique altéré et est dans la région climatique Aquitaine, Gascogne, caractérisée par une pluviométrie abondante au printemps, modérée en automne, un faible ensoleillement au printemps, un été chaud (19,5 °C), des vents faibles, des brouillards fréquents en automne et en hiver et des orages fréquents en été (15 à 20 jours).
Pour la période 1971-2000, la température annuelle moyenne est de 12,9 °C, avec une amplitude thermique annuelle de 14,7 °C. Le cumul annuel moyen de précipitations est de 912 mm, avec 10,7 jours de précipitations en janvier et 6,9 jours en juillet. Pour la période 1991-2020, la température moyenne annuelle observée sur la station météorologique la plus proche, située sur la commune de Peyrusse-Grande à 3 km à vol d'oiseau, est de 13,7 °C et le cumul annuel moyen de précipitations est de 835,1 mm,. Pour l'avenir, les paramètres climatiques de la commune estimés pour 2050 selon différents scénarios d'émission de gaz à effet de serre sont consultables sur un site dédié publié par Météo-France en novembre 2022.

### Milieux naturels et biodiversité

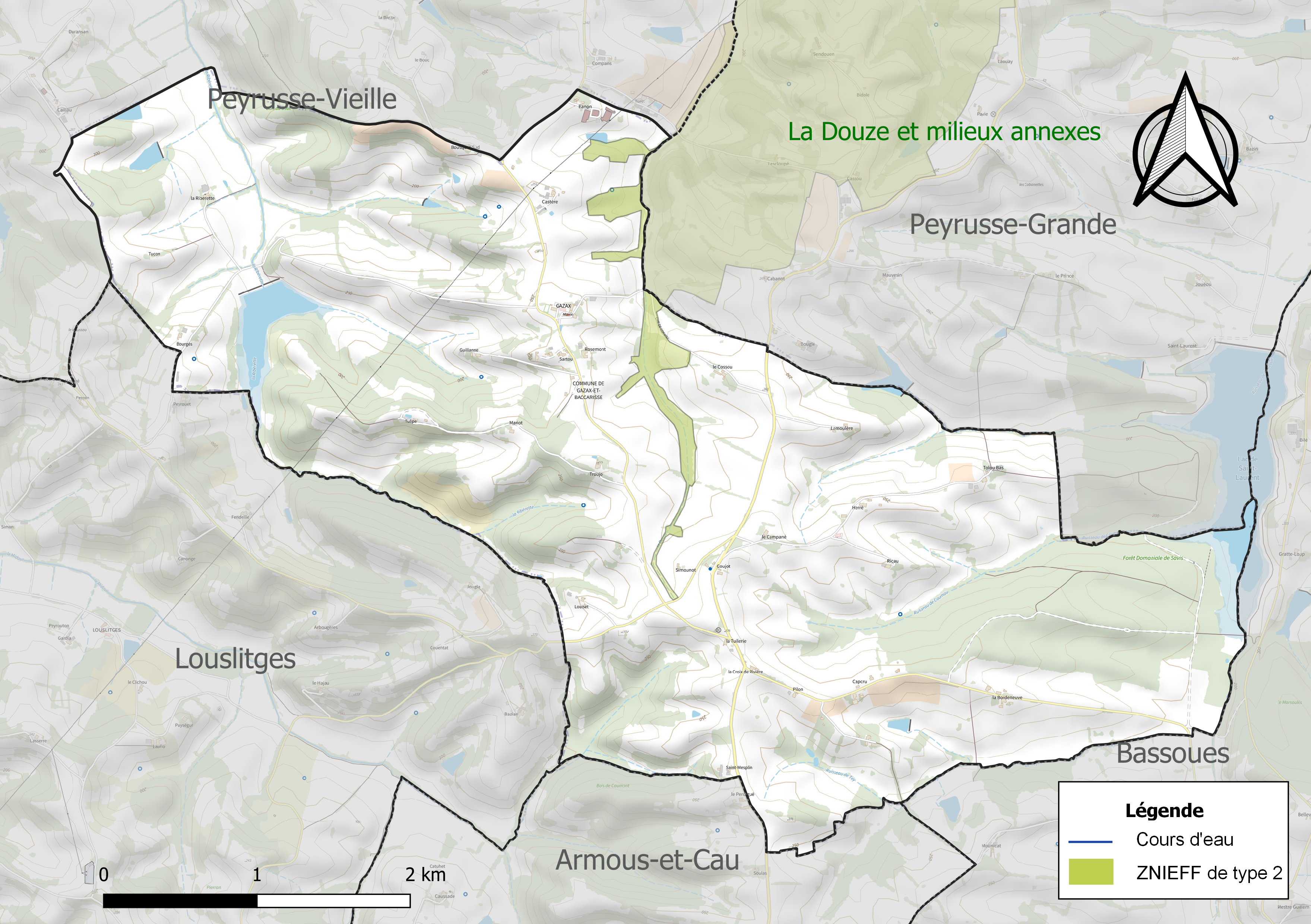
Carte de la ZNIEFF de type 2 localisée sur la commune.

L’inventaire des zones naturelles d'intérêt écologique, faunistique et floristique (ZNIEFF) a pour objectif de réaliser une couverture des zones les plus intéressantes sur le plan écologique, essentiellement dans la perspective d’améliorer la connaissance du patrimoine naturel national et de fournir aux différents décideurs un outil d’aide à la prise en compte de l’environnement dans l’aménagement du territoire.
Une ZNIEFF de type 2 est recensée sur la commune :
« la Douze et milieux annexes » (11 575 ha), couvrant 29 communes dont 26 dans le Gers et trois dans les Landes.

## Urbanisme

### Typologie
Au 1er janvier 2024, Gazax-et-Baccarisse est catégorisée commune rurale à habitat très dispersé, selon la nouvelle grille communale de densité à sept niveaux définie par l'Insee en 2022.
Elle est située hors unité urbaine et hors attraction des villes,.

### Occupation des sols
L'occupation des sols de la commune, telle qu'elle ressort de la base de données européenne d’occupation biophysique des sols Corine Land Cover (CLC), est marquée par l'importance des territoires agricoles (79,6 % en 2018), une proportion sensiblement équivalente à celle de 1990 (79,9 %). La répartition détaillée en 2018 est la suivante : 
prairies (44,4 %), zones agricoles hétérogènes (32,8 %), forêts (19,6 %), terres arables (2,4 %), eaux continentales (0,8 %). L'évolution de l’occupation des sols de la commune et de ses infrastructures peut être observée sur les différentes représentations cartographiques du territoire : la carte de Cassini (XVIIIe siècle), la carte d'état-major (1820-1866) et les cartes ou photos aériennes de l'IGN pour la période actuelle (1950 à aujourd'hui).

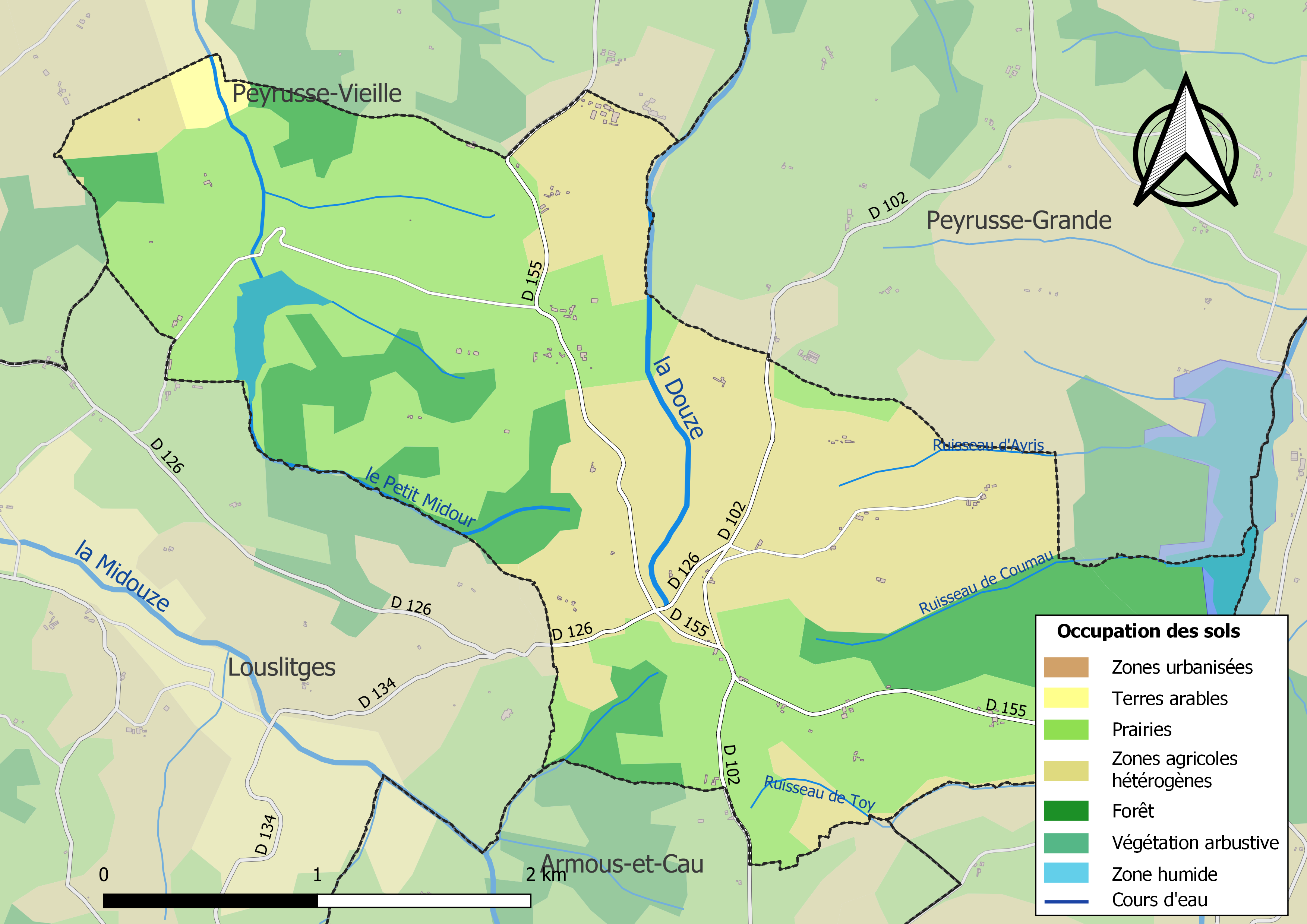
Carte des infrastructures et de l'occupation des sols de la commune en 2018 (CLC).

### Voies de communication et transports
Gazax-et-Baccarisse est accessible par la route départementale RD155, qui relie Peyrusse-Vieille, au nord, à la commune de l'Armous-et-Cau, au sud.

### Risques majeurs
Le territoire de la commune de Gazax-et-Baccarisse est vulnérable à différents aléas naturels : météorologiques (tempête, orage, neige, grand froid, canicule ou sécheresse) et séisme (sismicité faible). Un site publié par le BRGM permet d'évaluer simplement et rapidement les risques d'un bien localisé soit par son adresse soit par le numéro de sa parcelle.

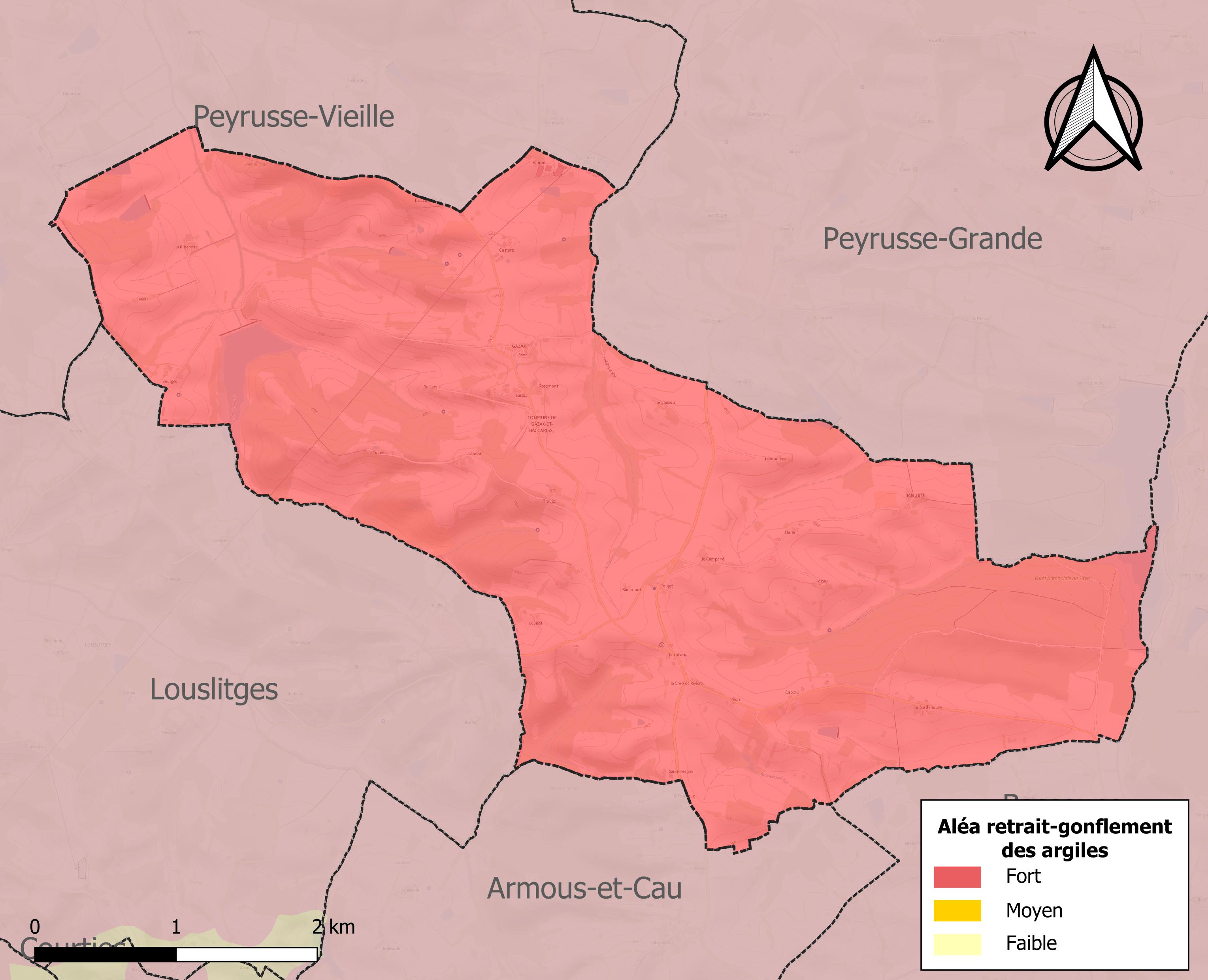
Carte des zones d'aléa retrait-gonflement des sols argileux de Gazax-et-Baccarisse.

Le retrait-gonflement des sols argileux est susceptible d'engendrer des dommages importants aux bâtiments en cas d’alternance de périodes de sécheresse et de pluie. La totalité de la commune est en aléa moyen ou fort (94,5 % au niveau départemental et 48,5 % au niveau national). Sur les 49 bâtiments dénombrés sur la commune en 2019, 49 sont en aléa moyen ou fort, soit 100 %, à comparer aux 93 % au niveau départemental et 54 % au niveau national. Une cartographie de l'exposition du territoire national au retrait gonflement des sols argileux est disponible sur le site du BRGM,.
Par ailleurs, afin de mieux appréhender le risque d’affaissement de terrain, l'inventaire national des cavités souterraines permet de localiser celles situées sur la commune.
La commune a été reconnue en état de catastrophe naturelle au titre des dommages causés par les inondations et coulées de boue survenues en 1999 et 2009. Concernant les mouvements de terrains, la commune a été reconnue en état de catastrophe naturelle au titre des dommages causés par la sécheresse en 1989, 1993 et 2012 et par des mouvements de terrain en 1999.

## Histoire
La commune de Gazax-et-Baccarisse est le fruit de la réunion de deux paroisses au cours du XIXe siècle.

## Politique et administration

### Liste des maires

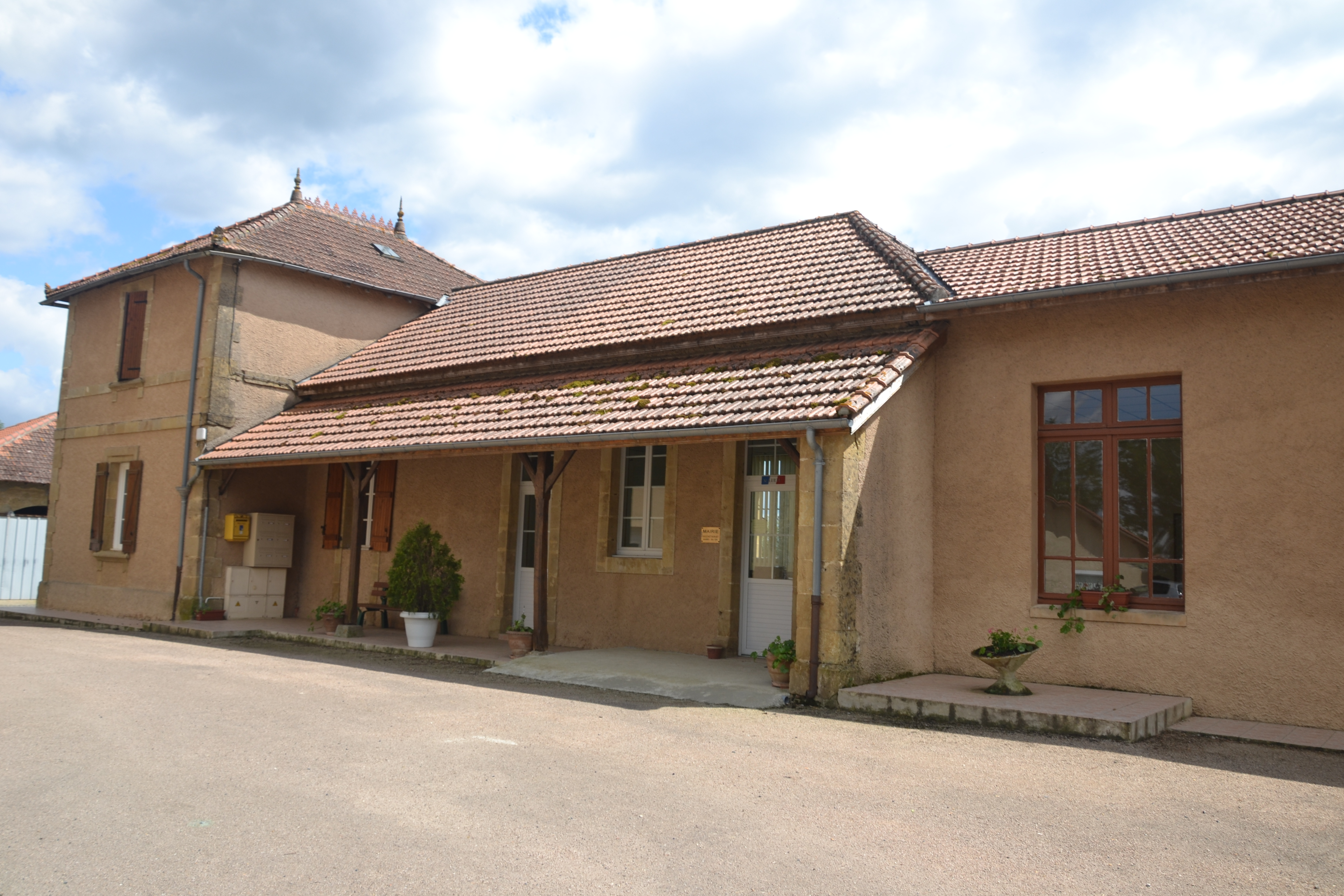
Mairie de Gazax

| Période                                  | Période       | Identité              | Étiquette | Qualité                                |
| ---------------------------------------- | ------------- | --------------------- | --------- | -------------------------------------- |
| avant 1981                               | ?             | Hubert Dauga          | DVG       |                                        |
| mars 2001                                | 2008          | Jean-Paul Chauvin     |           |                                        |
| 2008                                     | 2014          | Roland Sordes         | UMP       | Entrepreneur Ancien conseiller général |
| 2014                                     | 2020          | Richard Barbe         | DVG       | Agriculteur                            |
| mai 2020                                 | décembre 2023 | Michel Saint-Andrieux |           |                                        |
| Les données manquantes sont à compléter. |               |                       |           |                                        |

## Population et société

### Démographie
| 1793 | 1800 | 1806 | 1821 | 1831 | 1841 | 1846 | 1851 | 1856 |
| ---- | ---- | ---- | ---- | ---- | ---- | ---- | ---- | ---- |
| 205  | 241  | 316  | 269  | 305  | 341  | 351  | 324  | 306  |

| 1861 | 1866 | 1872 | 1876 | 1881 | 1886 | 1891 | 1896 | 1901 |
| ---- | ---- | ---- | ---- | ---- | ---- | ---- | ---- | ---- |
| 296  | 279  | 245  | 292  | 278  | 241  | 216  | 208  | 188  |

| 1906 | 1911 | 1921 | 1926 | 1931 | 1936 | 1946 | 1954 | 1962 |
| ---- | ---- | ---- | ---- | ---- | ---- | ---- | ---- | ---- |
| 182  | 180  | 154  | 145  | 131  | 131  | 148  | 135  | 123  |

| 1968 | 1975 | 1982 | 1990 | 1999 | 2004 | 2006 | 2009 | 2014 |
| ---- | ---- | ---- | ---- | ---- | ---- | ---- | ---- | ---- |
| 119  | 115  | 129  | 106  | 99   | 96   | 99   | 87   | 83   |

| 2019 | 2022 | - | - | - | - | - | - | - |
| ---- | ---- | - | - | - | - | - | - | - |
| 73   | 69   | - | - | - | - | - | - | - |

## Économie

### Emploi
|                | 2008  | 2013  | 2018  |
| -------------- | ----- | ----- | ----- |
| Commune        | 5,7 % | 3,9 % | 2,4 % |
| Département    | 6,1 % | 7,5 % | 8,2 % |
| France entière | 8,3 % | 10 %  | 10 %  |

En 2018, la population âgée de 15 à 64 ans s'élève à 44 personnes, parmi lesquelles on compte 52,4 % d'actifs (50 % ayant un emploi et 2,4 % de chômeurs) et 47,6 % d'inactifs,. Depuis 2008, le taux de chômage communal (au sens du recensement) des 15-64 ans est inférieur à celui de la France et du département.
La commune est hors attraction des villes,. Elle compte 17 emplois en 2018, contre 22 en 2013 et 38 en 2008. Le nombre d'actifs ayant un emploi résidant dans la commune est de 24, soit un indicateur de concentration d'emploi de 72,1 % et un taux d'activité parmi les 15 ans ou plus de 36,4 %.
Sur ces 24 actifs de 15 ans ou plus ayant un emploi, 8 travaillent dans la commune, soit 35 % des habitants. Pour se rendre au travail, 73,9 % des habitants utilisent un véhicule personnel ou de fonction à quatre roues, 8,7 % s'y rendent en deux-roues, à vélo ou à pied et 17,4 % n'ont pas besoin de transport (travail au domicile).

### Activités hors agriculture
9 établissements sont implantés  à Gazax-et-Baccarisse au 31 décembre 2019.
Le secteur du commerce de gros et de détail, des transports, de l'hébergement et de la restauration est prépondérant sur la commune puisqu'il représente 44,4 % du nombre total d'établissements de la commune (4 sur les 9 entreprises implantées  à Gazax-et-Baccarisse), contre 27,7 % au niveau départemental.

### Agriculture
|               | 1988  | 2000 | 2010 | 2020 |
| ------------- | ----- | ---- | ---- | ---- |
| Exploitations | 25    | 15   | 8    | 9    |
| SAU (ha)      | 1 123 | 800  | 395  | 475  |

La commune est dans le « Haut-Armagnac », une petite région agricole occupant le centre du département du Gers. En 2020, l'orientation technico-économique de l'agriculture  sur la commune est la culture de céréales et/ou d'oléoprotéagineuses. Neuf exploitations agricoles ayant leur siège dans la commune sont dénombrées lors du recensement agricole de 2020 (25 en 1988). La superficie agricole utilisée est de 475 ha,,.

## Culture locale et patrimoine

### Lieux et monuments
- Église Saint-Martin de Gazax : elle possède un chœur en bel appareil du XIIe siècle. Elle a gardé son chrisme.
- Église de Baccarisse : elle possède un curieux clocher à six niveaux ainsi que des restes de peintures murales du XVe siècle. Elle est inscrite au titre des monuments historiques, depuis le 15 novembre 1993[29].
- Château de Riberette.

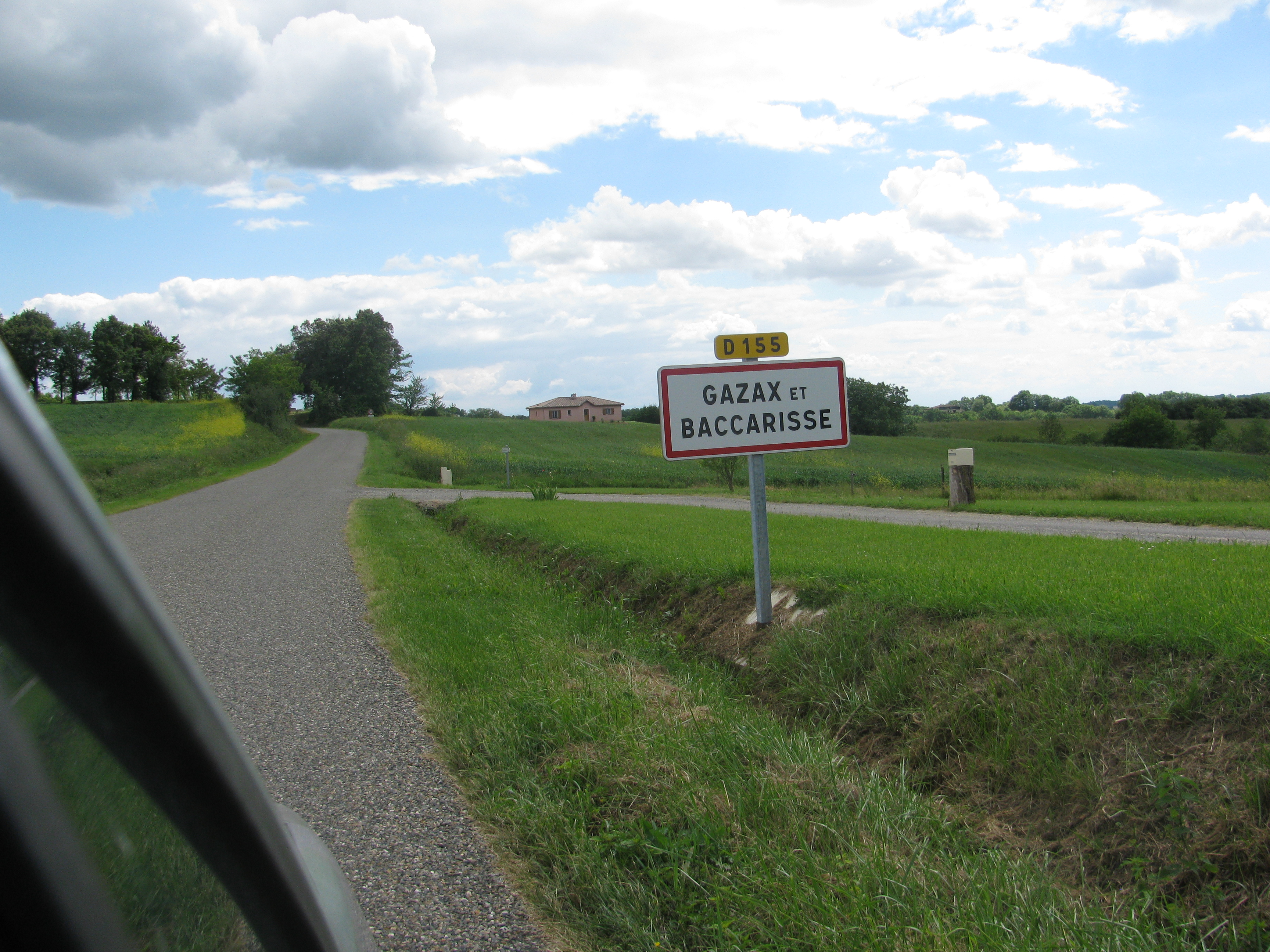
L'entrée du village
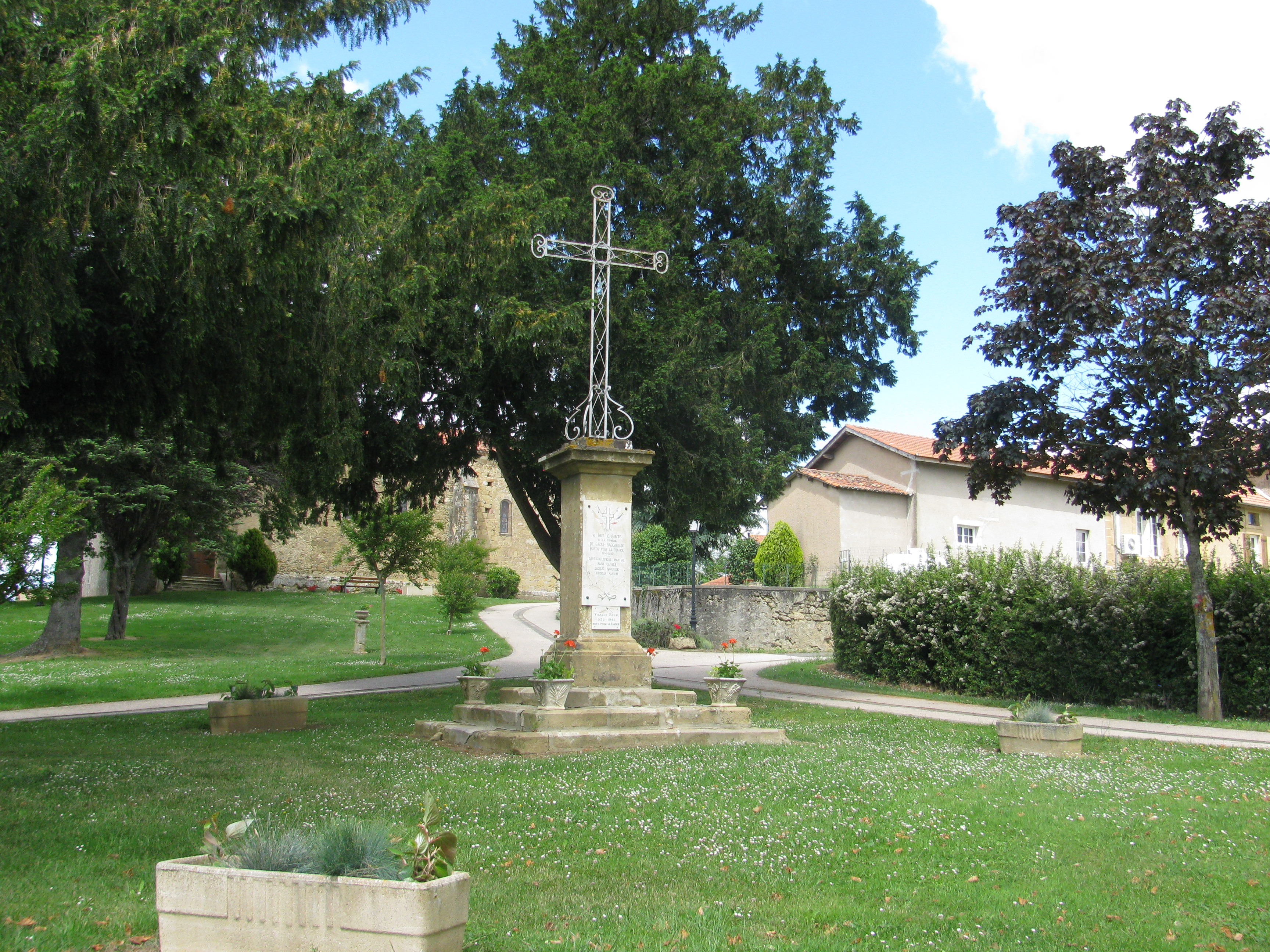
Un monument avec une croix
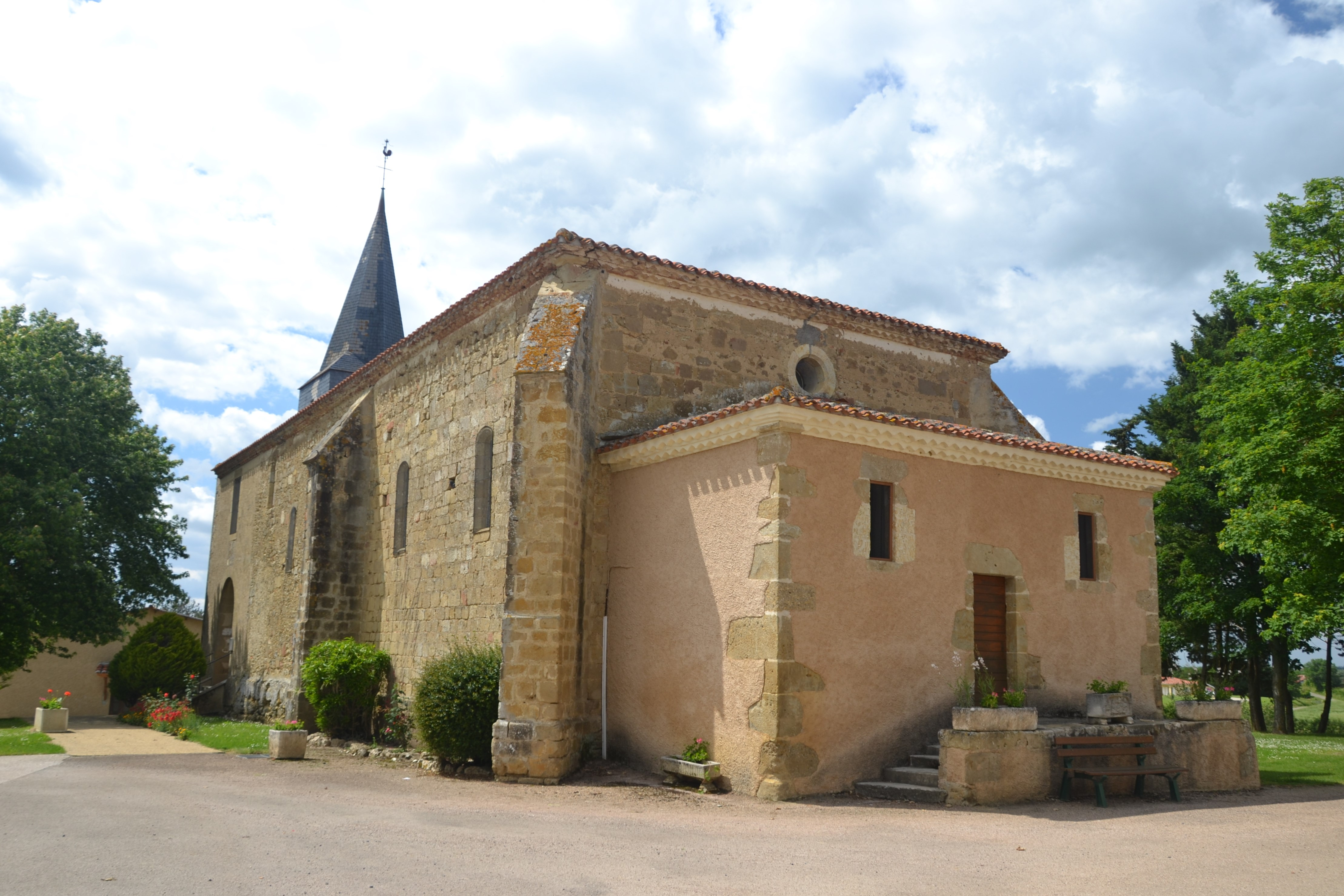
Église Saint-Martin de Gazax
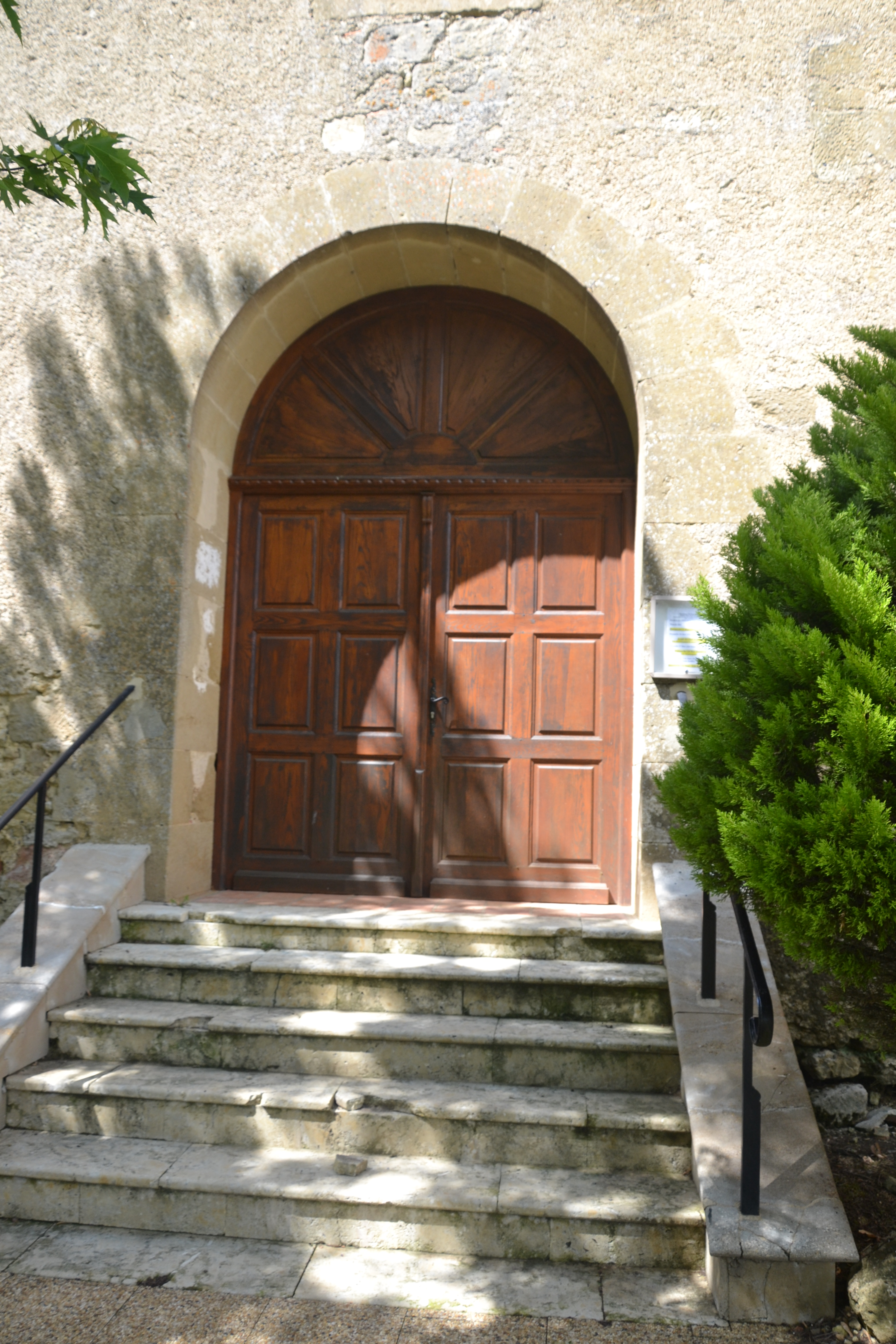
Portail de l'Église Saint-Martin de Gazax
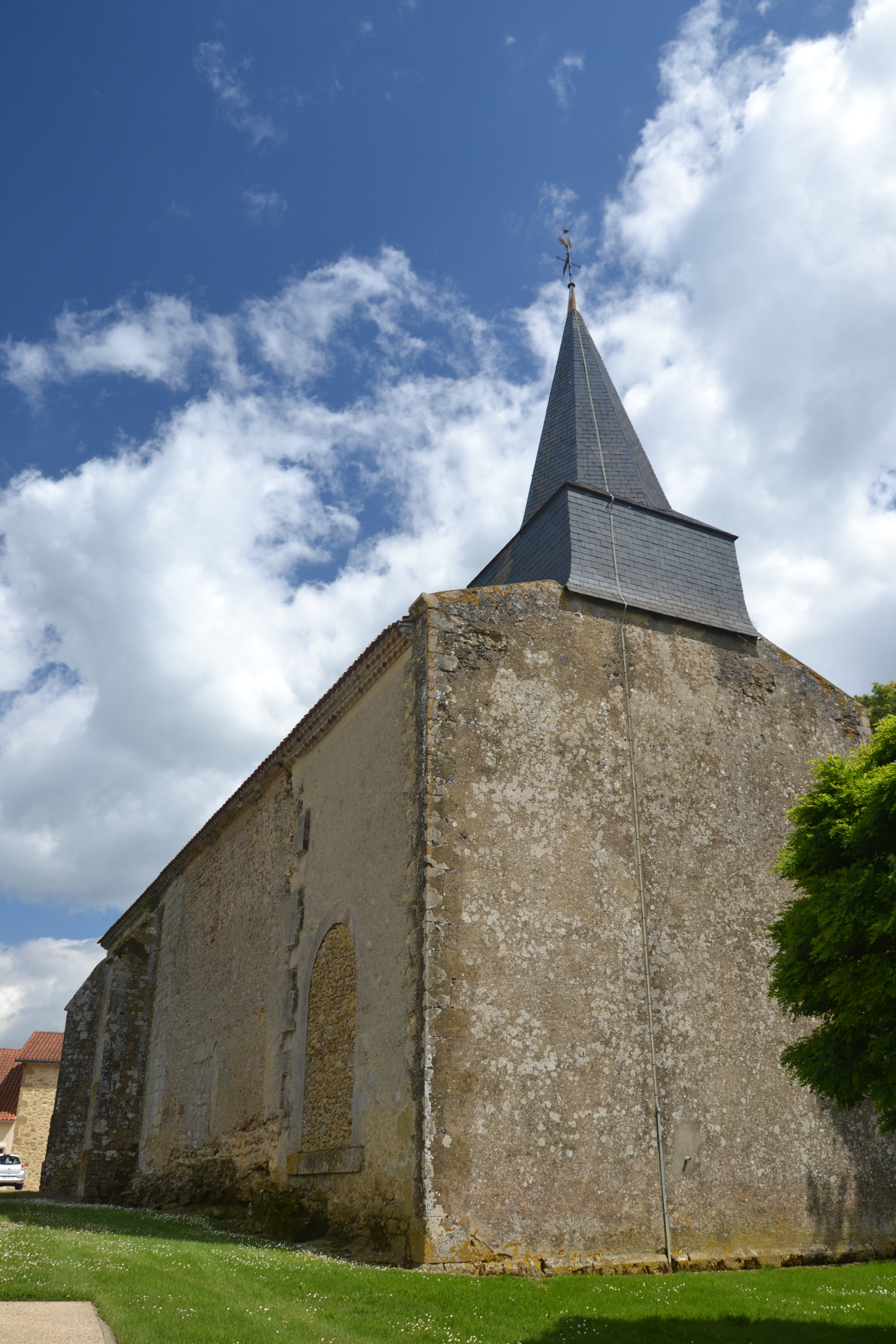
Le clocher
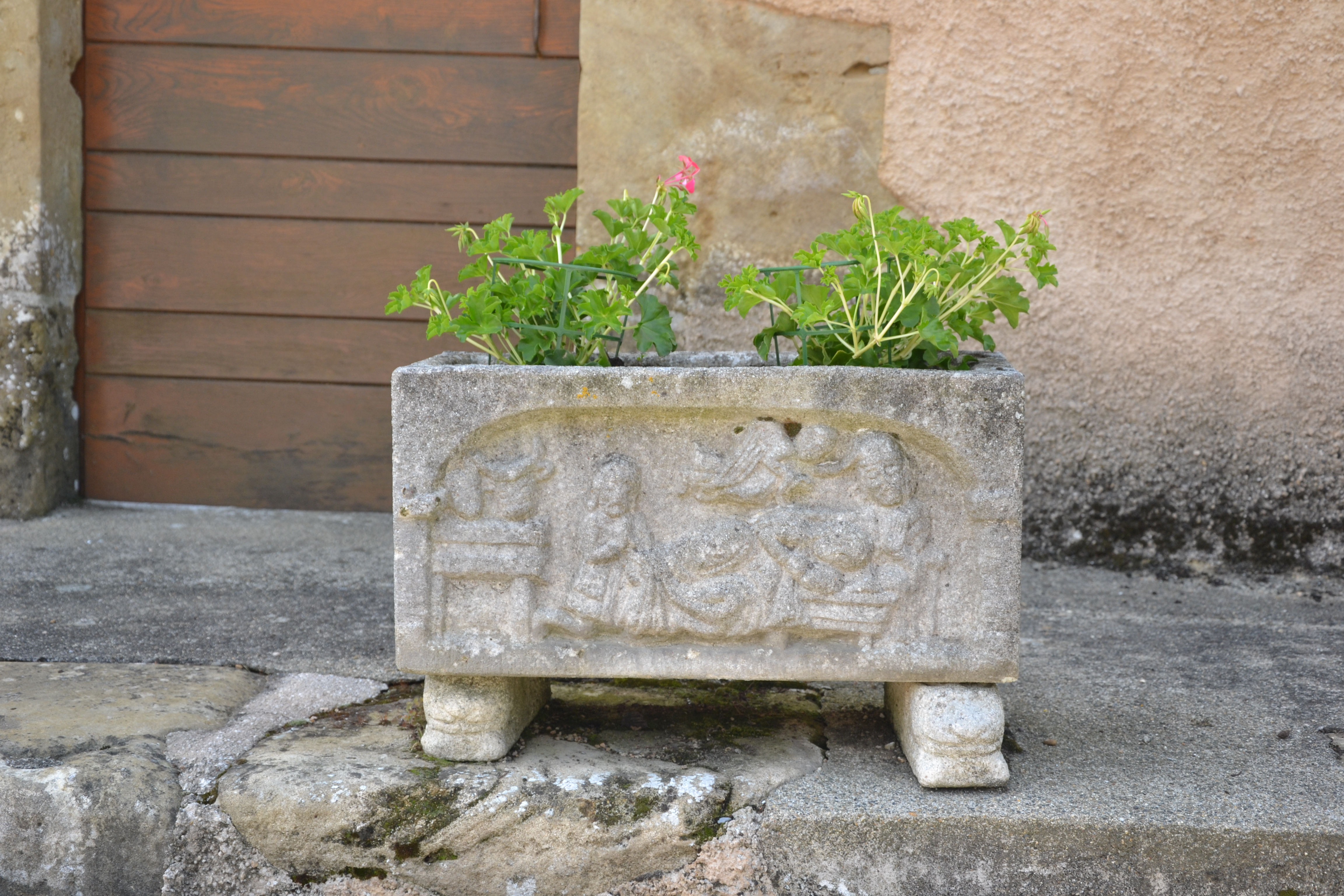
Jardinière sculptée en bas-relief représentant la deploration du Christ